# 日本における教科書
日本における教科書（にっぽんにおけるきょうかしょ）では、日本における教科書の制度や歴史について述べる。

## 歴史
現在の日本における教科書制度の原点となったのは、太政官布告である「学制」が発布されたときに遡る。明治維新以前は、寺子屋において、往来物と称される書簡を教科書として利用していた。学制発布当時は、近代的な国民教育に適する図書が存在せず、欧米の教科書を翻訳したものや、寺子屋時代の往来物を利用し、使用される書物が混在していた。この事態を解決するために文部省は、自作の教科書の編集と出版を行うことになった。自由採択であった日本の教科書は、1881年の開申制度を皮切りに、2年後の1883年には小学校、中学校で使用する教科書について、事前に文科省の認可を必要とする認可制度を制定した。1903年の小学校令の改正にともない、国定教科書制度を採用することとなった。第二次世界大戦の敗戦にともない、戦後混乱期においては黒塗り教科書をはじめとした暫定的な教科書が使用されたものの、学校教育法の施行にともない国定教科書の廃止が決定され、1949年からは現在の教科書検定制度による教科書が使用されている。2008年からは、障害のある児童及び生徒のための教科用特定図書等の普及の促進等に関する法律（教科用特定図書等普及促進法）の施行に基づいて、教科書の無償供与の促進が行われている。

## 教科書の採択・販売
教科用図書検定に合格した教科書は、所管の教育委員会が採択する権限を有している。また、教科用図書検定において不合格とされた図書が一般市場において「不合格教科書」と称して販売されることがある。

## 教科書出版社
この節では、現在の主要な教科書出版社について述べる。
| 出版社名         | 著名な出来事   |
| ---------------- | -------------- |
| あかつき教育図書 |                |
| 育鵬社           |                |
| 三省堂           | 家永教科書裁判 |
| 講談社           |                |
| 帝国書院         |                |
| 東京書籍         |                |
| 明治書院         |                |